# Wang Chien-shien
Wang Chien-shien (chiń. 王建煊; pinyin Wáng Jiànxuān; ur. 7 sierpnia 1938) – tajwański polityk.

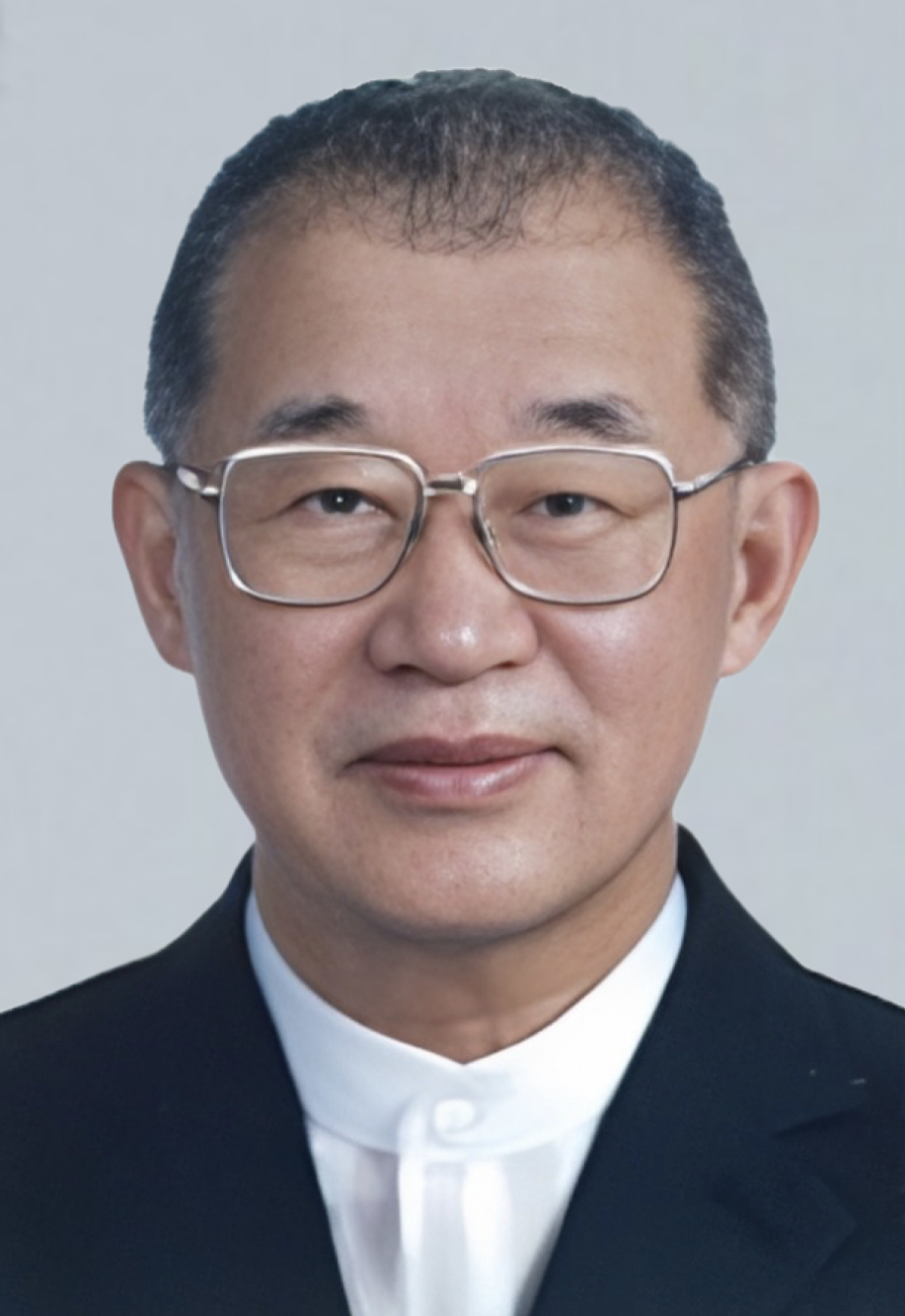
Wang Chien-shien

Pochodzi z prowincji Anhui w Chinach kontynentalnych. Z wykształcenia ekonomista, studiował na Narodowym Uniwersytecie Chengchi oraz Harvard University. W latach 1984–1989 wiceminister, następnie 1989-1990 p.o. ministra gospodarki. W latach 1990–1992 pełnił urząd ministra finansów. Zrezygnował z tego stanowiska po kłótni z prezydentem Lee Teng-huiem, sprzeciwiającym się planowanemu podniesieniu podatku od nieruchomości. W 1992 roku, nie uzyskawszy nominacji z ramienia Kuomintangu, wystartował z powodzeniem jako kandydat niezależny w wyborach do Yuanu Ustawodawczego. Zasiadał w nim do 1996 roku.
Po wystąpieniu w 1993 roku z Kuomintangu został jednym z założycieli Nowej Partii. Wybrany jej kandydatem w wyborach prezydenckich w 1996 roku, ostatecznie jednak zrezygnował ze startu i przekazał swoje poparcie Lin Yang-kangowi.
W wyborach samorządowych w 1998 roku bezskutecznie ubiegał się o urząd burmistrza Tajpej, zdobywając zaledwie 2,97% głosów. W 2001 jako wspólny kandydat koalicji Niebieskich wystartował w wyborach na urząd szefa władz wykonawczych powiatu Tajpej. Uzyskując wynik 48,16% przegrał wówczas z kandydatem DPP Su Tseng-changiem.
W 2008 roku został mianowany przewodniczącym Yuanu Kontrolnego; pełnił ten urząd do 2012 roku.